# Alfa1 Capricorni
Alfa1 Capricorni (α1 Cap / α1 Capricorni) è una stella multipla nella costellazione del Capricorno. Forma una binaria apparente con α2 Capricorni. È conosciuta come Algedi (nome che condivide con α2 Capricorni), Gredi, e Prima Giedi.
La componente primaria, α1 Capricorni A è una stella di tipo G3Ib di magnitudine 4,30. È inoltre una binaria spettroscopica con periodo incerto. La componente secondaria, α1 Capricorni B, è una stella di magnitudine 9,6 separata da 0,65 secondi d'arco dalla principale.
Sono state avvistate altre 4 componenti che condividono il moto proprio con la stella.